# Liam Parsons
Liam Parsons, kanadski veslač, * 27. junij 1977, Thunder Bay, Ontario.
Parsons je za Kanado nastopil na Poletnih olimpijskih igrah 2000, 2004 in 2008.
V Sydneyju je kanadski lahki četverec brez krmarja, v katerem je veslal Parsons osvojil sedmo mesto. Isti čoln je v Atenah osvojil peto, v Pekingu pa je četverec v postavi Iain Brambell, Jon Beare Mike Lewis in Liam Parsons osvojil bronasto medaljo.